# Chemburka
Chemburka (del ruso: Чембурка) es un jútor del ókrug urbano de la ciudad-balneario de Anapa del krai de Krasnodar, en el sur de Rusia. Está situado en las vertientes occidentales del Cáucaso occidental, en la orilla derecha del río Anapka, 4 km al norte de la ciudad de Anapa y 130 km al oeste de Krasnodar. Tenía 574 habitantes en 2010.

## Transporte
Por la localidad pasa la carretera federal M25 Port Kavkaz-Novorosíisk.